# Teatro Lyric (Nueva York, 1998)
El Teatro Lyric (anteriormente conocido como Ford Center for the Performing Arts, Hilton Theatre y Foxwoods Theatre) es un teatro situado en el distrito de teatros de Midtown Manhattan en la ciudad de Nueva York (Estados Unidos). Se encuentra en Broadway y su dirección es 214 West 43rd Street. Fue inaugurado en 1998 y fue diseñado por Richard Lewis Blinder del estudio de arquitectura Beyer Blinder Belle, en colaboración con Peter Kofman, para Garth Drabinsky y su compañía Livent. Se construyó utilizando partes de dos teatros que había en el sitio: el Teatro Apollo, construido en 1920 con un diseño de Eugene De Rosa, y el antiguo Teatro Lyric, construido en 1903 con un diseño de Victor Hugo Koehler. El Lyric actual tiene 1622 localidades en tres niveles y es operado por Ambassador Theatre Group (ATG).
A pesar de tener el mismo nombre que uno de sus teatros predecesores, el Teatro Lyric actual se construyó casi en su totalidad desde cero, aunque se conservaron muchas partes de los predecesores para así cumplir con las normas gubernamentales. El teatro actual conserva la fachada del Lyric original en la calle 43, así como una fachada arqueada más pequeña en la calle 42. El auditorio y el escenario están ubicados dentro de una estructura completamente nueva cubierta con paneles de hormigón y ladrillo. El vestíbulo tiene una rotonda abovedada, con un salón en el sótano debajo. El auditorio tiene elementos de los interiores del antiguo Lyric y del Apollo, incluida una cúpula de techo, palcos y un arco de proscenio, que se modificaron para adaptarse a las dimensiones del nuevo teatro. El gran escenario y el teatro que lo acompaña fueron diseñados para albergar importantes musicales.
Los antiguos teatros Lyric y Apollo se habían propuesto para su remodelación desde la década de 1970, y New 42nd Street se hizo cargo de ellos en 1990. Livent los arrendó en 1995, destruyéndolos para dar paso a una instalación de 1821 asientos que lleva el nombre del patrocinador Ford Motor Company. El Ford Center se inauguró en diciembre de 1997 y se inauguró oficialmente el mes siguiente. Livent se declaró en bancarrota a fines de 1998, y el teatro pasó posteriormente a SFX Entertainment y luego a Clear Channel Entertainment, que lo rebautizó como patrocinador Hilton Hotels & Resorts en 2005. El lugar pasó a llamarse Foxwoods Resort Casino en 2010 como parte de una asociación con Live Nation. ATG adquirió el teatro en 2013 y lo renombró Lyric al año siguiente. La capacidad del Lyric se redujo tras una renovación en 2017.

## Sitio
El Teatro Lyric está en 214 West 43rd Street, en la acera sur entre las avenidas Octava y Séptima, en el extremo sur de Times Square en el vecindario Midtown Manhattan de Nueva York. El terreno es mayormente rectangular, con un área de 2246 m² y un frente de 66,85 m en la calle 43. La mayor parte del sitio tiene 30 m de profundidad, pero el teatro tiene alas que se extienden hasta la calle 42, lo que hace que su profundidad total sea de 61 m.
Al occidente del Teatro Lyric está el Teatro American Airlines, al sur están los teatros Times Square y New Victory y al este, el 3 Times Square. Otros edificios cercanos incluyen el Teatro Saint James y el Teatro Hayes al noroccidente; el 229 West 43rd Street y el 1501 Broadway al norte; el 1500 Broadway al nororiente; el One Times Square al oriente; la Times Square Tower y el 5 Times Square al suroriente, y el Teatro New Amsterdam al sur.

### Teatros anteriores
El área circundante es parte del Distrito de los Teatros de Manhattan y tiene muchos teatros de Broadway. En las primeras dos décadas del siglo XX, se construyeron once teatros legítimos dentro de una cuadra de West 42nd Street entre las avenidas Séptima y Octava. Estos se convirtieron en su mayoría en salas de cine en la década de 1930, y muchos mostraban pornografía en la década de 1970. El Teatro Lyric actual ocupa los sitios del Teatro Lyric, construido en la mitad oriental del sitio en 1903, y el Teatro Apollo, construido en el lado occidental en 1910 (y ampliado en 1920). El Lyric fue diseñado en estilo Beaux-Arts, mientras que el Apollo tenía decoraciones en el estilo Adam. Ambos tenían entradas desde la calle 42, flanqueando el Times Square Theatre, aunque sus auditorios estaban en la calle 43. Cuando se construyeron, la calle 42 se consideraba en general como una dirección de lujo.
El antiguo Lyric fue diseñado por Victor Hugo Koehler y construido por los hermanos Shubert para el compositor Reginald De Koven. Contó con artistas como Fred Astaire, los hermanos Marx y Douglas Fairbanks hasta que se convirtió en una sala de cine en 1934. El Apollo, construido por los hermanos Selwyn con un diseño de Eugene De Rosa, fue originalmente un teatro de cine y vodevil. El Apollo fue brevemente un lugar burlesco a mediados de los años 1930 antes de convertirse en una sala de cine a fines de la década. Ambos teatros eran propiedad de la cadena Brandt Theatres en la década de 1970; los Brandt los renovaron como parte de un plan para reabrirlos como casas legítimas. Solo el Apollo finalmente reabrió, en 1979, pero volvió a las películas en 1983. Luego pasó a llamarse Academy Theatre y se convirtió en un club nocturno.

## Diseño
El Teatro Lyric actual fue diseñado por Beyer Blinder Belle (BBB) y Peter H. Kofman para Garth Drabinsky; abrió como Ford Center en 1998. Según Richard Blinder de BBB, el diseño del teatro actual tenía que cumplir con las pautas de conservación porque era parte de un distrito de propiedad de la ciudad controlado por New 42nd Street. Como tal, el teatro incorpora importantes elementos arquitectónicos y estructuras tanto de la fachada del antiguo Lyric como del interior del Apollo. El interior del antiguo Lyric estaba demasiado deteriorado como para restaurar la mayoría de los elementos individuales. Los interiores de los dos teatros antiguos fueron desmantelados para dar paso al teatro actual, pero se conservó un ala de oficinas en la calle 42.

### Fachada
El nuevo Teatro Lyric conserva las fachadas ornamentadas del Teatro Lyric original de Koehler en las calles 42 y 43. La entrada principal está en la calle 43, que tiene tres puertas arqueadas rematadas por ménsulas. En el segundo piso, sobre la entrada de la calle 43, hay una balaustrada y tres ventanas arqueadas. Estos arcos están rematados por bustos de W. S. Gilbert, Arthur Sullivan y Reginald De Koven. Los arcos están flanqueados por columnas bandeadas. Hay tres óculos sobre los bustos, que están rodeados de coronas. Los óculos tienen cabezas de los antiguos dioses Apolo, Atenea y Hermes. Farolas, rematadas por esferas, flanquean los óculos. El remate de la fachada tiene una cornisa de cobre con medallones. También hay una balaustrada de hierro forjado con decoraciones de liras. La estrecha fachada de tres pisos del antiguo Lyric, un arco en la calle 42, se conservó en la construcción del nuevo teatro.
Las fachadas del auditorio y del teatro, construidas en 1997, se encuentran al oeste de la fachada del antiguo Teatro Lyric. La estructura del auditorio, de 29 m de largo y 21 m de altura, está justo al oeste de la entrada. También hay un teatro en el extremo oeste del sitio, que mide 30 m de alto. Originalmente, un letrero de 12 m de altura se colocó encima de la casa del escenario. Tanto el auditorio como la casa del escenario tienen paneles de hormigón prefabricado en sus exteriores, cada uno mide 3,7 por 6,1 m. Los paneles utilizados en el auditorio están revestidos de ladrillo, mientras que los que se encuentran frente a la sala del escenario se dejan expuestos. Estos no tienen ventanas y están montados directamente sobre la superestructura de acero del teatro. Detrás de los paneles hay almohadillas de goma que reducen el ruido.

### Interior
Roger Morgan Studio se encargó del diseño interior del nuevo Teatro Lyric. Los nuevos elementos de diseño del teatro moderno se mezclan con sus elementos históricos; el diseño del vestíbulo se inspiró en el antiguo Lyric, mientras que el auditorio se inspiró en el antiguo Apollo. BBB inicialmente planeó utilizar un esquema decorativo decorativo moderno que contrastara con los elementos de diseño históricos, pero Richard Blinder dijo que esta propuesta era "demasiado esquemática". Las liras se utilizan como motivos decorativos en todo el interior del nuevo Teatro Lyric. El auditorio también incluye muebles que se construyeron específicamente para el nuevo teatro pero que se inspiraron en las decoraciones de los teatros de principios del siglo XX. Drabinsky se involucró en muchos aspectos del diseño del nuevo Lyric cuando se construyó.

#### Vestíbulo y áreas anexas

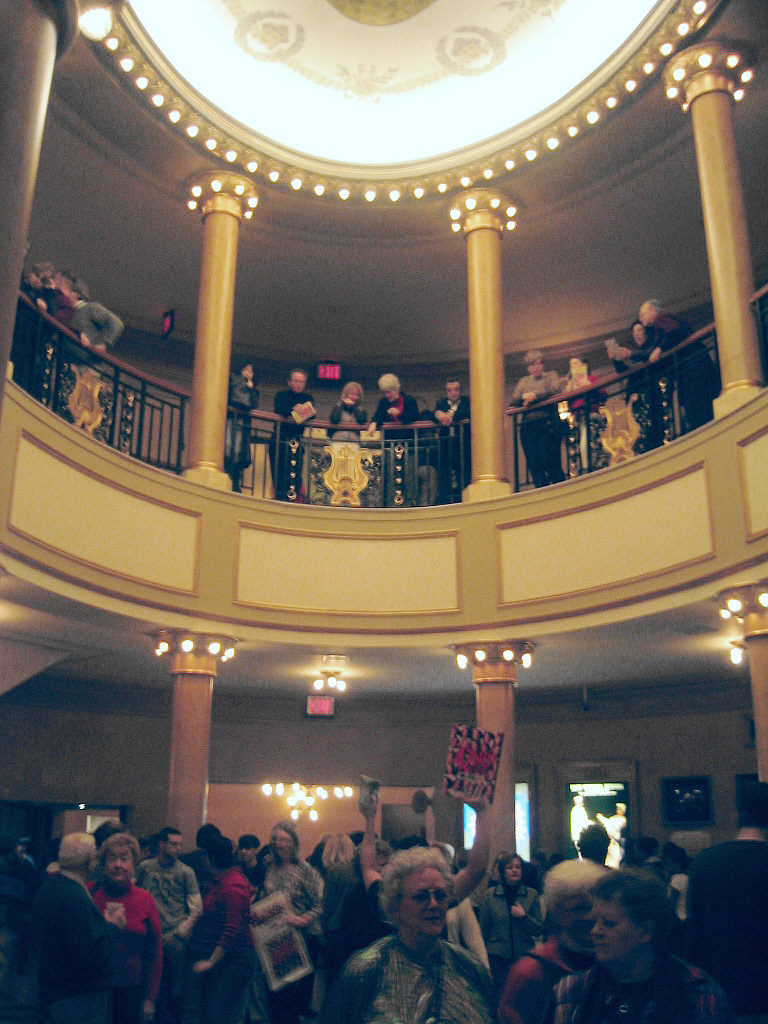
vista del vestíbulo

El vestíbulo del nuevo Teatro Lyric está en el lado este del teatro, se extiende desde la calle 42 hasta la 43, con una rotonda elíptica en ese costado. El piso, la cúpula, las columnas y las escaleras de la rotonda fueron elementos nuevos construidos para el Ford Center. La escalera de mármol italiano se eleva desde un lado de la rotonda y se divide en dos tramos, envolviendo el entrepiso. En la parte superior de la escalera hay un medallón del dios griego Zeus. Las paredes de la rotonda están cubiertas con paneles de lona, diseñados para imitar el aspecto de la piedra tallada. Mariuca Brancoveanu diseñó el piso de mosaico de la rotonda, que tiene representaciones de las máscaras en la fachada original de Lyric, rodeadas por un borde de mosaico. La decoración en mosaico está compuesta por 172 800 piezas de mármol que cubren 60 m². Los capiteles de las columnas de la rotonda están decorados con relieves entrecruzados dorados que representan bombillas. La cúpula de la rotonda fue tomada del Teatro Apollo y mide 11,9 por 8,5 m. El entresuelo, que da al vestíbulo, tiene barandillas de hierro forjado con representaciones de liras.
El vestíbulo y el auditorio están separados por vestíbulos con puertas en cada extremo, con paneles de tela de 5.1 cm de espesor. Esto tenía la intención de minimizar la interrupción de los invitados que se fueron temprano o llegaron tarde. En lugares donde los vestíbulos y los auditorios están conectados directamente, la luz y el ruido del vestíbulo podrían interrumpir las actuaciones en curso. Los dos vestíbulos de los antiguos teatros hasta la calle 42 se mantuvieron cuando se construyó el Ford Center. Mientras que el vestíbulo del Apollo al oeste mantuvo sus esculturas en bajorrelieve y las decoraciones de mármol en blanco y negro, el vestíbulo del viejo Lyric al este había perdido toda su decoración.
Debajo del vestíbulo hay un salón destinado a los titulares de boletos premium. El salón, que cubre 79 m², originalmente estaba supervisado por tres asistentes y podía utilizarse antes de una actuación y durante el intermedio. El salón también contenía registros de abrigos y paquetes, baños y teléfonos exclusivos, y un área de refrigerios. Cuando se inauguró el teatro en 1998, el crítico de arquitectura Herbert Muschamp escribió sobre el salón: "Pinturas malas cuelgan de las paredes cubiertas con muaré de vainilla de buen gusto". Encima del vestíbulo hay un 110 m² espacio para coreografía y 280 m² de espacio para ensayos. También hay tres taquillas.

#### Sala

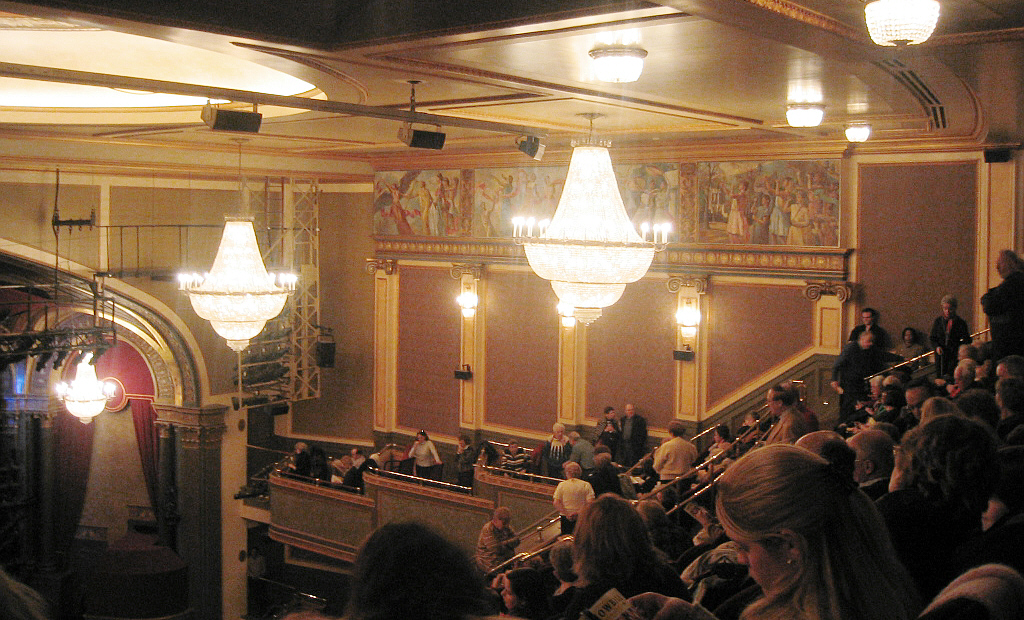
Sala

El nuevo Teatro Lyric tiene un nivel de orquesta y dos balcones; el balcón inferior está etiquetado como el círculo de vestir. El nivel de la orquesta está ligeramente inclinado y está compuesto de concreto sobre una plataforma de metal corrugado. Ambos balcones tienen ocho filas de profundidad y están ligeramente inclinados. Los asientos del Lyric son más grandes y profundos que en los típicos teatros de Broadway; cada asiento es hasta 22 en (560 mm) de ancho y las filas están espaciadas 34.5 en (880 mm) aparte. A pesar de la gran capacidad del teatro, la pared trasera tiene solo 94 pies (29 m) desde el proscenio al frente del auditorio. Las paredes laterales están ligeramente curvadas para dispersar el sonido por todo el auditorio, y la pared trasera está construida como una curva cóncava por una razón similar. Dos palcos a cada lado se toman del Teatro Apollo original.
Generalmente, el esquema de color es en dorado y rojo. Los extremos de cada fila de asientos están decorados en color dorado, mientras que los propios asientos tienen tapicería de terciopelo carmesí. Axminster diseñó alfombras con dibujos de celosía para los pasillos del auditorio. Los revestimientos de paredes de damasco en las paredes laterales originalmente eran de color azul y verde. Las secciones superiores de las paredes están decoradas con 50 pies de ancho (15 m) murales pintados por EverGreene Architectural Arts. EverGreene también pintó decoraciones vidriadas multicolores al estilo de Adam en el yeso. El techo tiene la cúpula original del Teatro Apollo, que está rodeada por un anillo de yeso más nuevo para que parezca más grande. El techo tiene seis candelabros, cuatro sobre la orquesta y dos sobre los palcos; su diseño está inspirado en los candelabros del antiguo Apollo. Sobre el segundo balcón hay tres cúpulas más pequeñas, recuperadas del antiguo Teatro Apollo y pintadas con pan de oro.
El interior del nuevo Lyric conserva el arco del proscenio del Apollo, que se amplió significativamente cuando se construyó el nuevo teatro. La apertura del proscenio en el nuevo teatro es 50 pies (15 m) de ancho, en comparación con 30 pies (9.1 m) en el antiguo Apollo. El proscenio del nuevo teatro mide alrededor 31 pies (9 m) alto. Para adaptarse a esto, la parte superior del arco del proscenio se ensanchó unos 8 pies (2,4 m), mientras que sus lados se alargaron de 4 to 5 pies (1,2 a 1,5 m) [lower-alpha 2] Se construyeron nuevas armaduras de acero para el proscenio alargado, así como para las secciones dañadas de yeso en todo el teatro; Luego se vertió yeso sobre las armaduras. Se perforaron treinta y seis agujeros en el techo para poder colgar las vigas para las producciones. El sistema de rigging consta de 90 juegos de líneas perpendiculares al proscenio.
El escenario está diseñado para dar cabida a grandes musicales, que mide alrededor de 55 pies (17 m) de profundidad y unos 100 pies (30 m) ancho. Cuando se construyó el teatro, Drabinsky especificó que el desván tenía que tener 100 pies (30 m) de altura, y el teatro albergaría camerinos para 75 artistas. Para maximizar el espacio dentro del teatro, sus columnas de soporte están incrustadas en el muro occidental, contiguo al Teatro Selwyn (American Airlines). Estas columnas suelen ser independientes, pero este diseño agregó 8 en (200 mm) de profundidad a la caseta. Los camerinos, así como varias áreas detrás del escenario, se ubican en el sótano para liberar espacio para el escenario.

## Historia

### Planificación

#### Intentos de conservación
The City at 42nd Street se anunció en diciembre de 1979 como parte de una propuesta para restaurar West 42nd Street alrededor de Times Square. Según el plan, el antiguo Teatro Apollo continuaría utilizándose como un teatro legítimo, operado por Brandt Theatres. Se restauraría la fachada del Teatro Lyric, pero se modificaría el interior. El alcalde Ed Koch vaciló en su apoyo al plan, refiriéndose a él como un "Disneyland en la calle 42". Posteriormente, Hugh Hardy realizó un reportaje sobre los teatros de la calle 42 en 1980. Su informe ayudó a motivar a la Comisión de Preservación de Monumentos Históricos de la Ciudad de Nueva York (LPC) a inspeccionar cincuenta de los teatros existentes en Midtown Manhattan a principios de la década de 1980.
El LPC había comenzado a considerar la protección de los teatros como hitos en 1982, incluidos los teatros Apollo y Lyric, y las discusiones continuaron durante los siguientes años. Si bien el LPC otorgó el estatus de hito a muchos teatros de Broadway a partir de 1987, aplazó las decisiones sobre el exterior y el interior del Teatro Lyric, así como el interior del Apollo Theatre. La discusión adicional de las designaciones históricas se retrasó durante varias décadas. A fines de 2015, el LPC organizó audiencias públicas sobre si designar el Apollo, el Lyric y otros cinco teatros como puntos de referencia. La LPC rechazó las designaciones en febrero de 2016 porque los teatros ya estaban sujetos a las normas de preservación histórica establecidas por el gobierno estatal.

#### Propuestas de reurbanización

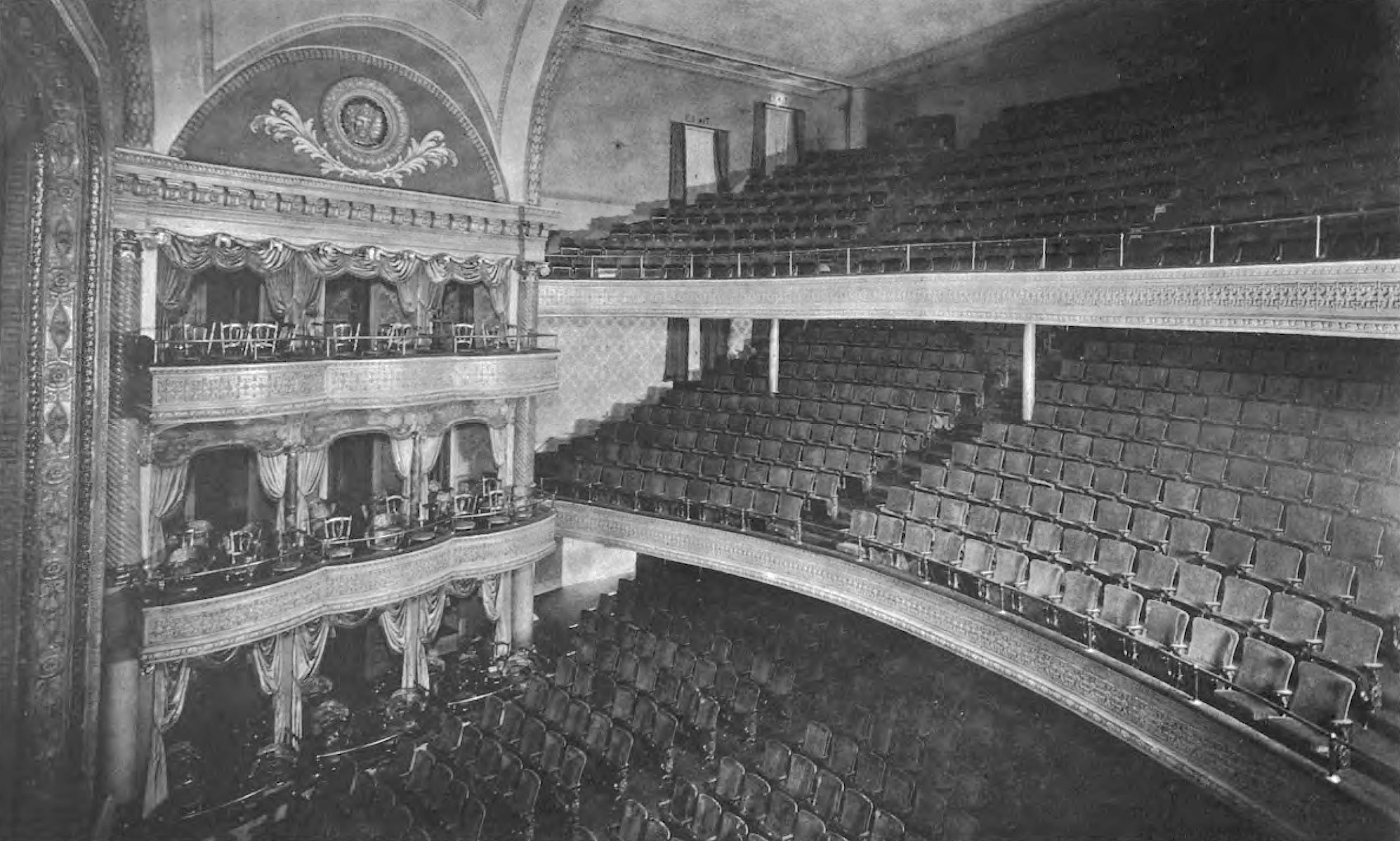
Interior del antiguo Teatro Lyric

La Corporación de Desarrollo Urbano (UDC), una agencia del gobierno del estado de Nueva York, propuso entonces reconstruir el área alrededor de una parte de West 42nd Street en 1981. El plan se centró en cuatro torres que se construirían en las intersecciones de la calle 42 con Broadway y la Séptima Avenida, desarrolladas por Park Tower Realty y Prudential Insurance Company of America. Se retrasó varios años debido a demandas y disputas relacionadas con las torres.
Mientras tanto, de 1987 a 1989, Park Tower y Prudential contrataron a Robert AM Stern para realizar un estudio sobre los teatros Apollo, Lyric, Selwyn (más tarde American Airlines), Times Square y Victory en el lado norte de la calle 42. Stern ideó tres alternativas para los cinco teatros. Funcionarios de la ciudad y del estado anunciaron planes para los cinco teatros, junto con el Teatro Liberty en el lado sur de la calle 42, en septiembre de 1988. Stern presentó un modelo de su plan el próximo mes. El plan requería restaurar el Teatro Apollo como un lugar legítimo y convertir el interior muy modificado del Teatro Lyric en un auditorio de 2500 asientos. La UDC abrió una convocatoria para seis de los teatros de ese mes de octubre. Liberty y Victory se convertirían en lugares de artes escénicas para organizaciones sin fines de lucro, mientras que Selwyn, Apollo, Lyric y Times Square se convertirían para uso comercial. A finales de año, los planes peligraban por falta de dinero.
A principios de 1989, varias docenas de compañías de teatro sin fines de lucro presentaron planes a la UDC para la adquisición de seis teatros. La mayoría de las ofertas fueron para Liberty y Victory, pero los teatros Selwyn, Apollo, Lyric y Times Square recibieron 13 ofertas entre ellos. Ese año, The Durst Organization adquirió los contratos de arrendamiento de ocho teatros en Times Square, incluido el Selwyn. Posteriormente anunció planes para renovar los ocho teatros en febrero de 1990. El gobierno del estado de Nueva York adquirió los sitios de los teatros en abril a través del dominio eminente. La ciudad había planeado comprar los arrendamientos de los teatros pero se retiró después de que 42nd Street Company indicara que arrendaría los teatros a otro desarrollador. Aunque Durst protestó por la medida, un juez de la Corte Suprema de Nueva York dictaminó que se permitió que ocurriera la condena. La organización New 42nd Street, que se formó en septiembre de 1990, se encargó de restaurar seis de los teatros y encontrarles usos. Los funcionarios del gobierno esperaban que el desarrollo de los teatros finalmente permitiera la construcción de las cuatro torres alrededor de la calle 42, Broadway y la Séptima Avenida. En 1992, New 42nd Street recibió una subvención de 18,2 millones de dólares para restaurar los seis teatros. Para el año siguiente, hubo propuestas para abrir un centro de información en Apollo o Lyric. Después de que Disney se comprometiera a restaurar el New Amsterdam Theatre en 1994, la mayoría de los otros teatros alrededor de la calle 42 se alquilaron rápidamente.

### Arrendamiento y construcción
Garth Drabinsky, presidente de la compañía canadiense Livent, realizó una gira por Apollo y Lyric en enero de 1994. En ese momento, estaba buscando un nuevo teatro de Broadway para su compañía. Ese septiembre, MTV tomó una opción en los teatros Apollo, Lyric y Times Square, que planeaba convertir en un estudio de producción. Sin embargo, las negociaciones con MTV fracasaron. Livent firmó un contrato de arrendamiento a largo plazo para los teatros Apollo y Lyric en julio de 1995. Livent planeó combinar los teatros en una sola casa de 1.850 asientos para grandes musicales, utilizando elementos arquitectónicos de ambos teatros. El gran teatro propuesto, una continuación del plan de finales de la década de 1980 de Stern para el sitio, sería el segundo lugar más grande de Broadway detrás del Teatro Gershwin. Los sitios combinados proporcionaron una gran cantidad de espacio, con entradas desde las calles 42 y 43. Ron Delsener, que estaba alquilando el Apollo para conciertos de rock, objetó que Livent podría "echarnos cuando quisiera" después de que New 42nd Street se negara a renovar su contrato de arrendamiento.

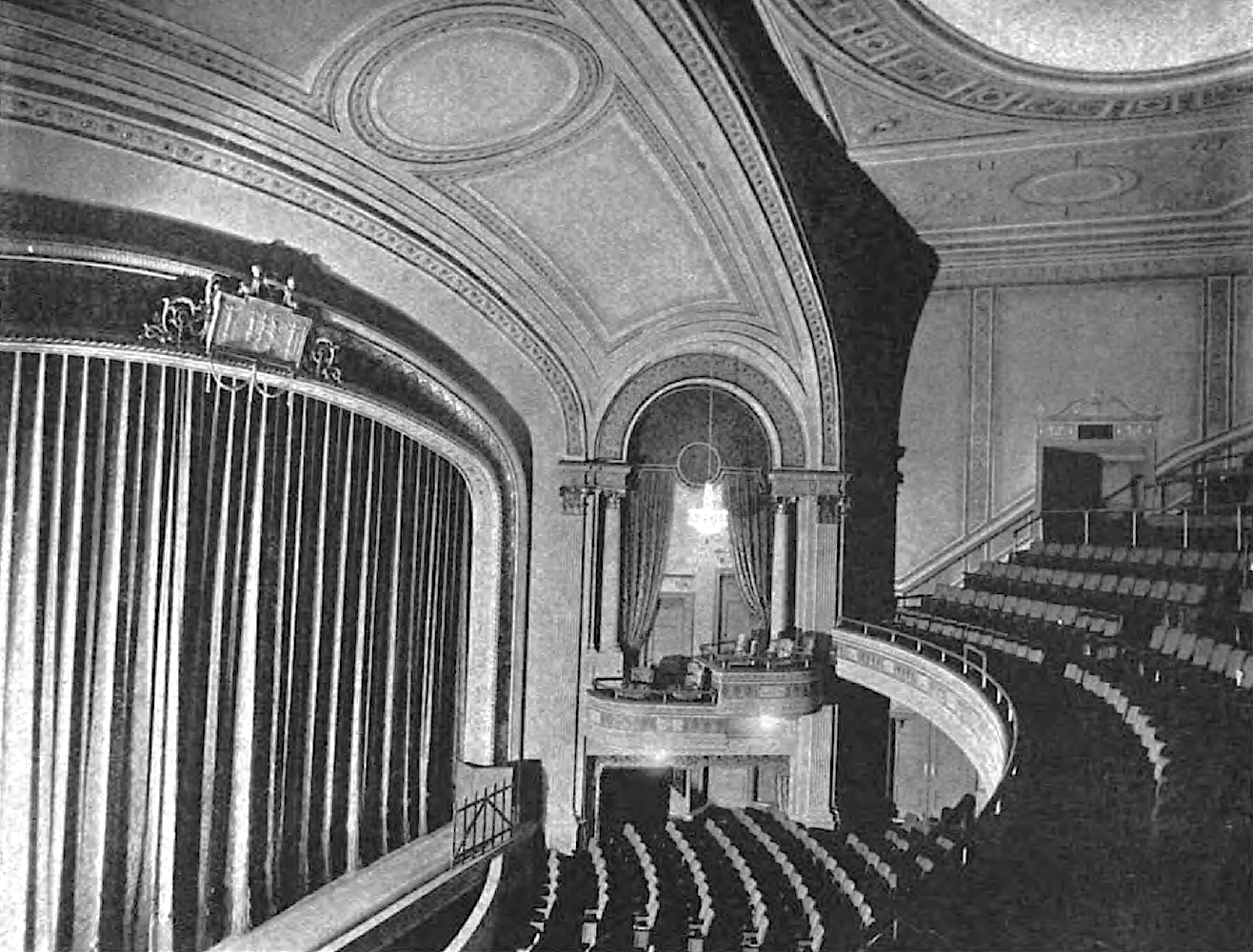
Interior del teatro Apollo original

Aunque el LPC no había designado los teatros Apollo o Lyric como puntos de referencia, partes de los edificios aún estaban sujetas a pautas de conservación. De acuerdo con estas pautas, Drabinsky y el arquitecto Peter H. Kofman presentaron su propuesta para el nuevo teatro en diciembre de 1995. Los planes requerían preservar mucho más de los detalles originales de los teatros de lo requerido. Al mes siguiente, Drabinsky anunció más detalles del proyecto, que costaría 22,5 millones de dólares. El nuevo teatro de Livent no requeriría subsidios públicos, Si se completó antes de diciembre de 1997, el teatro calificaría para un crédito fiscal otorgado a los nuevos desarrollos en Times Square, que tendría un valor de 4-5 millones de dólares. Además, Livent no pagaría ningún impuesto inmobiliario sobre el teatro.
Si bien el teatro combinado se anunció inicialmente como una restauración de los dos teatros existentes, los lugares anteriores finalmente se demolieron por completo. Beyer Blinder Belle y Peter Kofman fueron contratados para diseñar el teatro nuevo y más grande, cuya construcción comenzó en junio de 1996. Unas 190 short tons (170 long tons; 170 t) de las decoraciones de yeso dentro de los dos antiguos teatros se retiraron para su restauración, incluido el arco del proscenio, los palcos y la cúpula del techo del Apollo. Los arquitectos también conservaron un medallón de Zeus del proscenio del Lyric y tres pequeñas cúpulas del Apollo, aunque no estaban obligados a hacerlo. Las decoraciones más grandes se cortaron en varias secciones con hojas de mampostería, mientras que las decoraciones más pequeñas se quitaron intactas. Estas decoraciones se almacenaron en Nueva Jersey. Luego, un equipo dirigido por Jean-Francois Furieri restauró y limpió las decoraciones de yeso fuera del sitio.
Para diciembre de 1996, la fachada de cuatro pisos del antiguo Teatro Lyric era la única parte de los dos antiguos teatros que quedaba en su lugar. La fachada se apuntó con andamios y armadura de acero. Al mes siguiente, Ford Motor Company anunció que patrocinaría el teatro, que se convertiría en el Centro Ford para las Artes Escénicas. Según el New York Daily News, este fue el primer patrocinio corporativo de un teatro de Broadway "en la memoria de la mayoría de los asistentes al teatro", ya que los teatros de Broadway normalmente se nombraban por actores u operadores de teatro en lugar de compañías. El trabajo avanzó rápidamente para que el teatro pudiera estar terminado a fines de 1997. El esqueleto de acero se erigió en febrero de 1997 y los paneles de fachada prefabricados se enviaron desde Canadá después de que se instalara el techo en junio. Los detalles decorativos de los teatros anteriores estaban siendo instalados para ese agosto. Una vez finalizado, el Ford Center tenía 1.821 asientos, lo que lo convirtió en el segundo lugar más grande de Broadway después del Teatro Gershwin.

### Operación

#### Apertura y quiebra de Livent

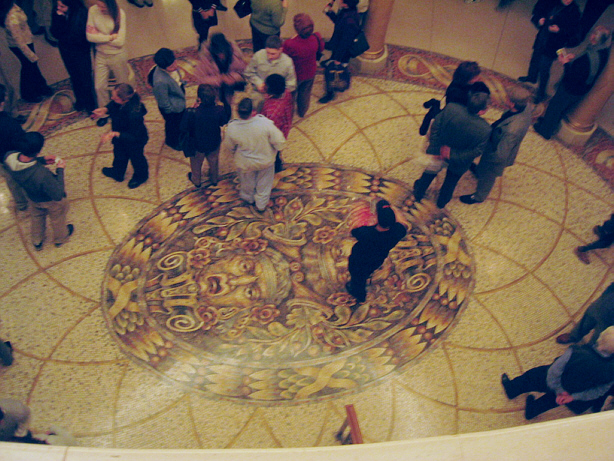
Piso del vestíbulo

Drabinsky, el gobernador de Nueva York George Pataki, el alcalde Rudy Giuliani y varias personalidades del teatro inauguraron el Centro Ford para las Artes Escénicas el 12 de diciembre de 1997. Resumiendo las reacciones de los críticos arquitectónicos y teatrales, The New York Times caracterizó al Ford Center como "un edificio elogiado casi universalmente que, con la escasez de teatros musicales, Broadway y la ciudad de Nueva York necesitaban". El consejo editorial de la revista Architecture dijo que el Ford Center era uno de varios "gloriosos ejemplos recientes de las virtudes de la preservación". Un crítico de The Journal News escribió que el Ford Center "muestra que no solo puedes abrir un nuevo teatro, sino que también puedes abrir un nuevo teatro que se ve tan bien como uno viejo". Por el contrario, Herbert Muschamp del Times dijo que el Ford Center "ofrece una visión arquitectónica a través del espejo retrovisor".
La primera función del teatro fue el 26 de diciembre de 1997, cuando se abrieron los avances para la versión musical de Ragtime de E. L. Doctorow. El musical se inauguró oficialmente el 26 de enero de 1998. Para ese noviembre, menos de un año después de la apertura del Centro Ford, Livent había solicitado la protección por bancarrota del capítulo 11. Los productores de Broadway atribuyeron el proceso de quiebra en parte a los costos de construcción del Ford Center y de los frecuentes anuncios de página completa de Livent en The New York Times. Como resultado del proceso concursal, Livent enfrentó la perspectiva de vender sus activos, como el Ford Center; Posteriormente, varias empresas intentaron comprar Livent o sus teatros. En agosto de 1999, SFX Entertainment compró los activos de Livent, incluido el Ford Center. El teatro también acogió eventos como una recaudación de fondos por el 52.º cumpleaños de Hillary Clinton, entonces primera dama de los Estados Unidos, en 1999. Ragtime cerró a principios de 2000, después de 861 funciones, debido a los costos operativos extremadamente altos.

#### Años 2000
SFX, y con él el Centro Ford, fue adquirido posteriormente por Clear Channel Entertainment en 2000. La primera producción nueva del Ford Center de la década de 2000 fue una reposición de Jesucristo Superstar de Andrew Lloyd Webber, que se estrenó en abril de 2000. Superstar tuvo 161 funciones hasta ese septiembre. A pesar de la gran demanda de teatros de Broadway, el Ford Center no se reservó inmediatamente después del cierre de Superstar; ¡el teatro había sido programado para albergar un renacimiento de Oklahoma!, que fue cancelado. El problema se debió en parte al gran tamaño de Ford, que lo hacía inadecuado para pequeños musicales, así como a los altos costos operativos de Ford y su dificultad para obtener patrocinios corporativos adicionales. Finalmente, el musical 42nd Street fue revivido en el Ford en mayo de 2001. Aunque 42nd Street fue rentable durante su ejecución en Ford, los productores del programa anunciaron en octubre de 2004 que el programa cerraría debido a la falta de dinero. El musical finalizó a principios de 2005 con 1.524 representaciones.
En noviembre de 2004, Clear Channel anunció que había realizado un acuerdo de patrocinio de diez años con Hilton Hotels & Resorts, y el Ford Center pasó a llamarse Hilton Theatre. El cambio de nombre ocurrió antes del estreno estadounidense de Chitty Chitty Bang Bang, que se estrenó en abril de 2005. Chitty solo duró hasta fin de año, con 285 funciones; su director, Frederick Zollo, citó las malas líneas de visión del Hilton como una de las razones del fracaso de su programa. El musical Hot Feet se estrenó a continuación en el Hilton en abril de 2006, pero cerró después de tres meses, perdiendo dinero en el proceso. Ese noviembre, Dr. Seuss' ¡Cómo el Grinch robó la Navidad! tuvo un compromiso limitado en el Hilton. Le siguió el musical The Pirate Queen, que se inauguró en abril de 2007 y tuvo solo 85 funciones. Mientras que ¡Cómo el Grinch robó la Navidad! fue rentable durante su corta duración, tanto Hot Feet como The Pirate Queen cerraron con pérdidas netas, lo que llevó a los ejecutivos teatrales a etiquetar el teatro como "maldito". Entre las quejas se encontraban los costos de alquiler del teatro, así como su gran tamaño, que algunos productores caracterizaron como "como un granero".
Young Frankenstein abrió en el Hilton en noviembre de 2007; nyt-2006-11-09 fue uno de los pocos espectáculos que continuaron operando durante la huelga de tramoyistas de Broadway de 2007, que ocurrió poco después de la inauguración. El musical, que tuvo 485 funciones hasta enero de 2009, se cerró en medio de la crisis financiera de 2007-2008. El musical Spider-Man: Turn Off the Dark se reservó para el teatro poco después, aunque no se esperaba que las vistas previas comenzaran hasta principios de 2010, dejando el Hilton sin usar durante todo un año. Este retraso se debió a que el Hilton requería extensas renovaciones para Spider-Man. Surgieron más problemas en agosto de 2009 cuando Spider-Man se quedó sin dinero, lo que provocó que se detuvieran las obras en el Hilton, aunque la construcción se reanudó rápidamente. El estreno de Spider-Man se pospuso aún más por cuestiones financieras y técnicas, así como por la necesidad de reescribir el programa. El Teatro Hilton finalmente permaneció oscuro durante casi dos años debido a las continuas complicaciones con Spider-Man.

#### 2010 al presente

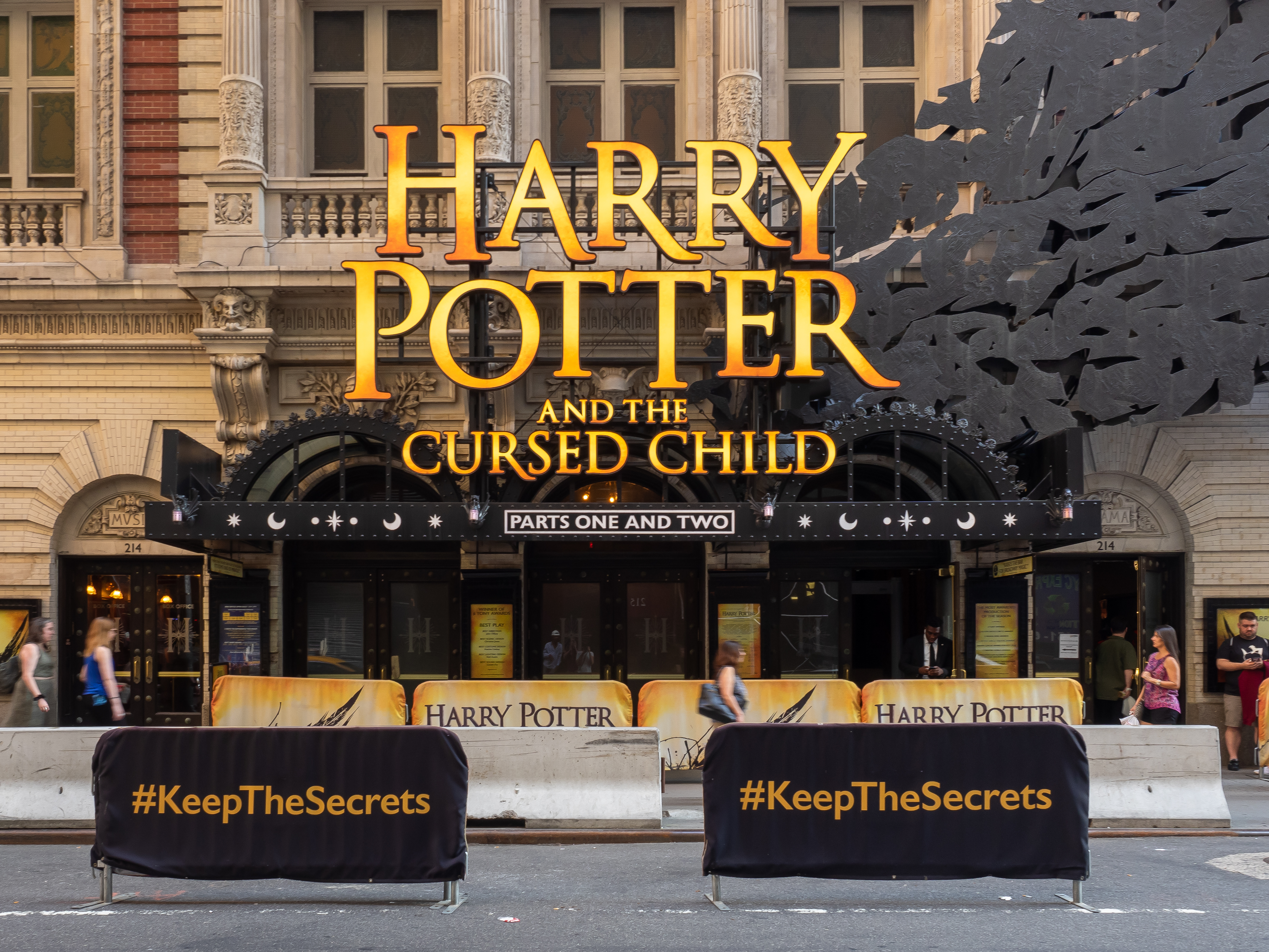
Harry Potter y el legado maldito en el Teatro Lyric en 2019

En agosto de 2010, en virtud de un acuerdo con Foxwoods Resort Casino y Live Nation, el teatro pasó a llamarse Teatro Foxwoods durante tres años. Según el director de marketing del casino, el casino estaba especialmente interesado en el teatro debido al próximo espectáculo. Las vistas previas comenzaron en diciembre de 2010, y Spider-Man se inauguró oficialmente el 14 de junio de 2011, después de siete meses de vistas previas. The New York Times calificó el retraso de dos años entre el cierre de Young Frankenstein y los primeros avances de Spider-Man como "un eón en el calendario de Broadway"; el período de vista previa fue en sí mismo el más largo en la historia de Broadway. En mayo de 2013, durante la ejecución de Spider-Man, el operador de teatro británico Ambassador Theatre Group (ATG) pagó 60 millones de dólares para arrendar Foxwoods de New 42nd Street por hasta 60 años. La transacción marcó la primera adquisición de ATG en Estados Unidos. Ese noviembre, Spider-Man anunció que cerraría con pérdidas netas; el musical terminó a principios de 2014 con 1.066 funciones.
En marzo de 2014, ATG cambió el nombre del lugar a Teatro Lyric. El musical King Kong estaba programado para abrir en el Lyric, pero On the Town se reservó allí después de que se anunció el cambio de nombre. El teatro reabrió en octubre con una reposición del musical On the Town, que solo estuvo en el teatro hasta septiembre de 2015. Después de que se anunciara '' On the Town, el productor de circo Cirque du Soleil anunció que llevaría el espectáculo de teatro musical Paramour al Lyric a mediados de 2016. La producción musical y de baile Lord of the Dance: Dangerous Games tuvo una duración limitada a finales de 2015, después de lo cual Paramour abrió en mayo de 2016. Harry Potter and the Cursed Child fue reservado para el Lyric en diciembre de 2016, y ATG le pidió al Cirque du Soleil que se mudara para que el teatro pudiera ser renovado. Cuando Paramour cerró en abril de 2017, había tenido 366 funciones.
Durante 2017 y principios de 2018, en preparación para la apertura de Cursed Child, el teatro fue renovado por 33 millones de dólares. Los cambios incluyeron la reubicación de la entrada principal de la calle 42 a la 43. Se agregó una gran ala negra en la fachada de la calle 43, mientras que se agregó una representación de un niño en un nido en la calle 42. El Lyric fue decorado con motivos de Harry Potter y reducido a 1622 asientos, acercando la capacidad del teatro a la de otros grandes teatros de Broadway como el Majestic, St. James y Broadway. Cursed Child abrió el 22 de abril de 2018, y funcionó hasta que el teatro cerró temporalmente el 12 de marzo de 2020, debido a la pandemia de COVID-19. The Lyric reabrió el 12 de noviembre de 2021 con representaciones de Harry Potter and the Cursed Child, cuyo tiempo de ejecución se acortó durante el cierre del teatro.

## Producciones
- 1998: Ragtime[93][94]
- 2000: Jesucristo superestrella[111][109]
- 2001: Calle 42[117][113]
- 2005: Chitty Chitty Bang Bang[123][121] * 2006: Hot Feet[126][127]
- 2006: Dr. Seuss' ¡Cómo el Grinch robó la Navidad![128][129]
- 2007: La reina pirata[131][132]
- 2007: El joven Frankenstein[137][134]
- 2011: Spider-Man: apaga la oscuridad[151][178]
- 2014: En la ciudad[160][161]
- 2015: El señor de la danza: juegos peligrosos[164][165]
- 2016: amante[171][166]
- 2018: Harry Potter y el legado maldito[174][175]

## Récords de taquilla
En 2012, Spider-Man: Turn Off the Dark logró el récord de taquilla para el Teatro Foxwoods (y el récord de la mayor recaudación en una sola semana de cualquier espectáculo en la historia de Broadway, en ese momento). La producción recaudó 2 941 794 dólares en nueve funciones al 100,03% de su capacidad durante la semana que finalizó el 1 de enero de 2012. Este récord fue batido por Harry Potter y el niño maldito. En su tercera semana de preestrenos, Cursed Child tuvo la recaudación bruta más alta en una sola semana reportada por una obra de teatro en la historia de Broadway, recaudando 2 138 859 dólares en ocho funciones durante la semana que terminó el 8 de abril de 2018. El ingreso bruto individual más grande de Cursed Child de 2 525 850 dólares en ocho presentaciones durante la semana que finaliza el 30 de diciembre de 2018.